# Ignatius Farray
Ignatius Farray és el nom artístic de l'humorista Juan Ignacio Delgado Alemany (Tenerife, 1973) un professor d'institut el va rebatejar com a Ignatius, en referència al protagonista de la novel·la Una conxorxa d'enzes. Com a Ignatius Farray s'ha convertit en un monologuista extrem, que, però, ha reunit legions de fans amb un estil tan deutor de Faemino y Cansado com de Richard Pryor o Lenny Bruce. Col·laborador en nombrosos projectes radiofònics i televisius, va despuntar amb el seu show El fin de la comedia. Així va titular el Louis CK espanyol la seva sèrie d'autoficció, la primera temporada de la qual va arrasar amb la seva emissió al canal Comedy Central.
De 2015 a 2022 presentà juntament amb David Broncano i Quequé el programa de ràdio La Vida Moderna que s'emetia a la cadena SER.